# Almir Turković
Almir Turković (født 3. november 1970) er en tidligere bosnisk fodboldspiller.

## Bosnien-Hercegovinas fodboldlandshold
| Bosnien-Herzegovinas landshold | Bosnien-Herzegovinas landshold | Bosnien-Herzegovinas landshold |
| År                             | Kmp                            | Mål                            |
| ------------------------------ | ------------------------------ | ------------------------------ |
| 1995                           | 1                              | 0                              |
| 1996                           | 1                              | 0                              |
| 1997                           | 0                              | 0                              |
| 1998                           | 1                              | 0                              |
| 1999                           | 3                              | 0                              |
| 2000                           | 0                              | 0                              |
| 2001                           | 0                              | 0                              |
| 2002                           | 0                              | 0                              |
| 2003                           | 1                              | 0                              |
| Total                          | 7                              | 0                              |